# Teodor de Nixapur
Teodor (en llatí Theodorus, en grec antic  Θεόδωρος) era un metge persa cristià que vivia a Nixapur al Khurasan, al qual un rei persa, potser Sapor II o Bahram IV, va encarregar la construcció d'una església cristiana al segle iv.
Va escriure una obra titulada Pandectae Medicinae, segons diu Ibn Abí Osaibiah, a Fontes Relationum de Class. Medicor. 11.1., un manuscrit conservat a la Biblioteca Bodmeriana.